# Hydropsyche lagranja
Hydropsyche lagranja är en nattsländeart som beskrevs av Lazar Botosaneanu 1999. Hydropsyche lagranja ingår i släktet Hydropsyche och familjen ryssjenattsländor. Inga underarter finns listade i Catalogue of Life.